# كارين كارول
كارين كارول (بالإنجليزية: Karen Carroll)‏ هي مغنية وكاتبة غنائية أمريكية، ولدت في 30 يناير 1958، وتوفيت في 9 مارس 2016.

## وصلات خارجية
- كارين كارول على موقع ميوزك برينز (الإنجليزية)
- كارين كارول على موقع ديسكوغز (الإنجليزية)